# Genovesa
Genovesa (ang. Tower) – wyspa w archipelagu Galapagos, należącym do Ekwadoru. Leży w północnej grupie wysp, jest bezludna.

## Warunki naturalne
Jest to wyspa wulkaniczna o kształcie podkowy, który zawdzięcza zapadnięciu ściany kaldery wygasłego wulkanu tarczowego. Zalana przez morze kaldera tworzy zatokę Darwina, otwartą od południa. Niektóre potoki lawowe mogą być młodsze; w centrum wyspy mniejszy krater wypełnia jezioro wulkaniczne z osadami o wieku co najwyżej 6000 lat. Na wyspie są dwa miejsca dostępne dla turystów: tzw. stopnie księcia Filipa, stromy szlak wiodący w górę klifów, oraz plaża w zatoce Darwina; ponadto w zatoce dozwolone jest nurkowanie. Oficjalna ekwadorska nazwa wyspy wywodzi się od Genui, rodzinnego miasta Kolumba.

## Fauna

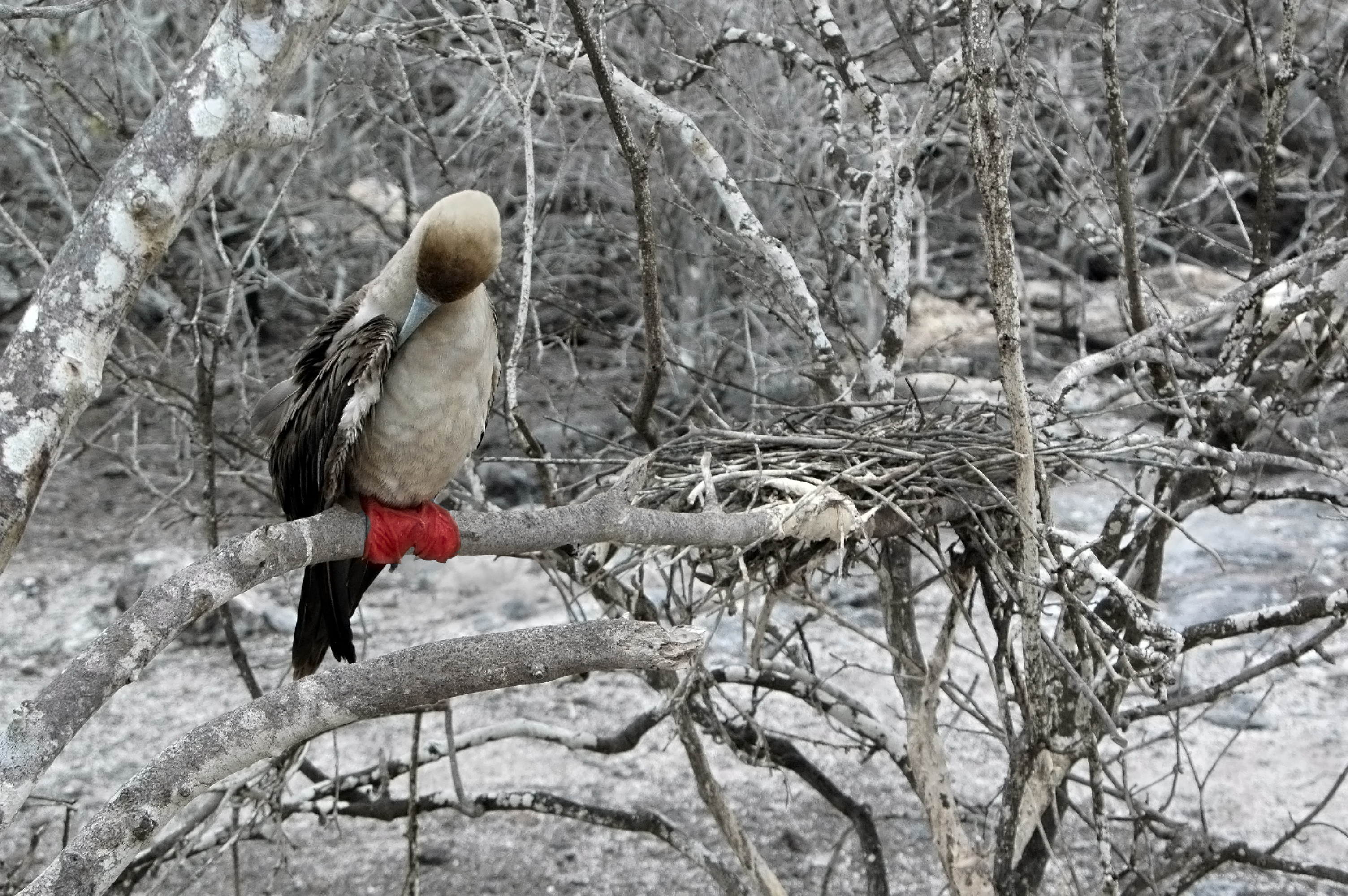
Głuptak czerwononogi i jego gniazdo na Genovesie

Genovesa bywa określana „ptasią wyspą” dzięki licznym i różnorodnym ptakom, które na niej gniazdują. Należą do nich między innymi: fregaty, głuptak galapagoski, głuptak czerwononogi, mewa widłosterna, nawałniki, faeton białosterny, przedrzeźniacz blady i zięby Darwina. Lokalny podgatunek legwana morskiego, Amblyrhynchus cristatus nanus, osiąga najmniejsze rozmiary w archipelagu. Na wyspę dostały się obce gatunki, zawleczone przez człowieka; w 2003 roku na wyspie wypuszczono biedronki Rodolia cardinalis, żeby powstrzymać inwazję czerwców z gatunku Icerya purchasi.